# Полтава (линкор)
«Полта́ва» — линкор русского и советского флота. Второй корабль (по дате спуска на воду) в серии из четырёх дредноутов типа «Севастополь».

## История

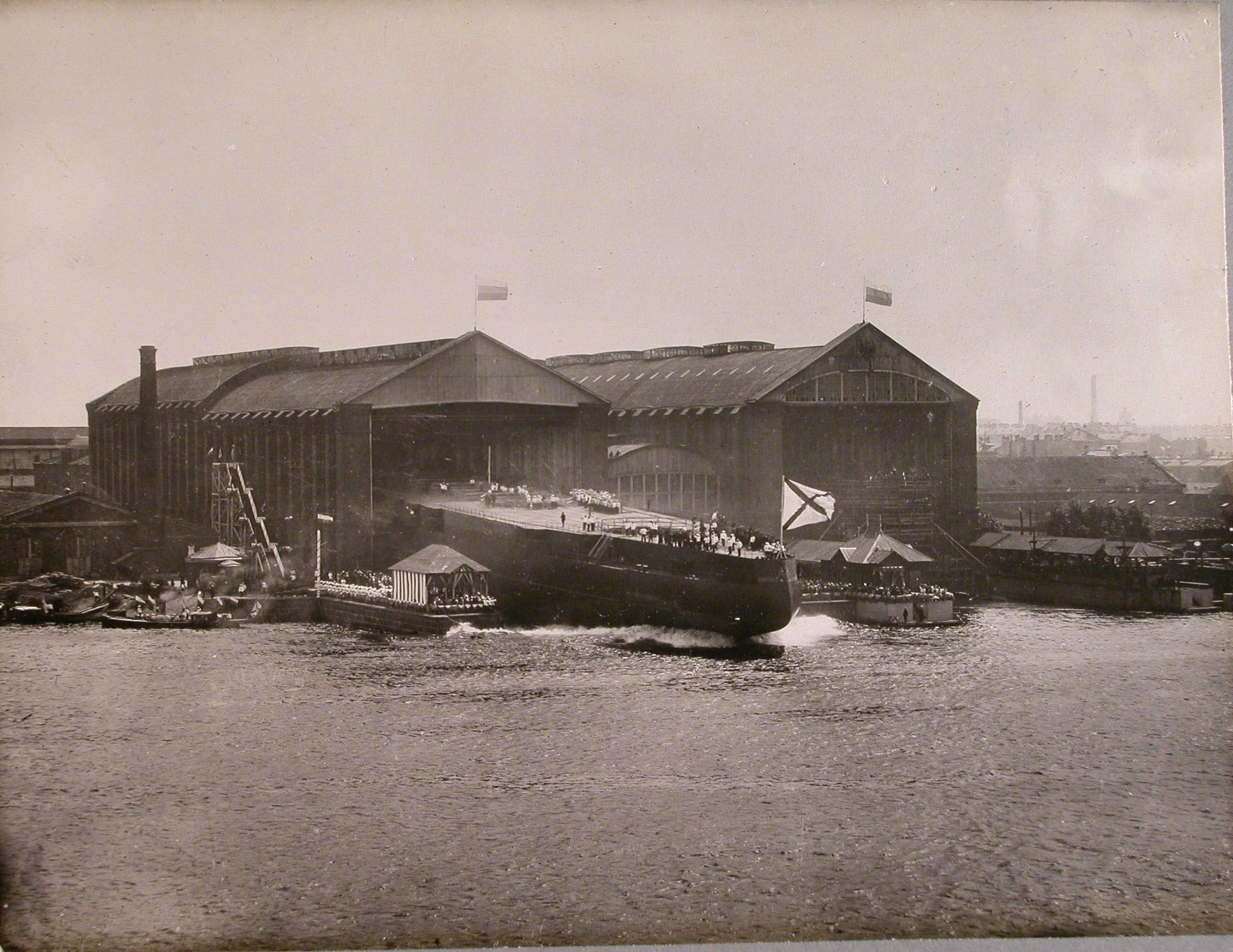
Спуск корабля на воду

Заложен 16 июня 1909 года (3 июня, по старому стилю) на Адмиралтейском заводе в городе Санкт-Петербурге одновременно с линкором «Гангут». Строитель корабля — В. А. Лютер. Спущен на воду 27 июня 1911 года. Вступил в строй 4 декабря 1914 года. После приёмочных испытаний перешел в Гельсингфорс, где базировался в составе первой бригады линейных кораблей Балтийского флота.
В апреле 1918 года участвовал в «Ледовом походе» из Гельсингфорса в Кронштадт, а в октябре был переведен в Петроград для консервации.
24 ноября 1919 года, во втором часу дня, на стоявшем в Петрограде на длительном хранении (на консервации), у стенки Адмиралтейского завода, линкоре «Полтава» возник сильный пожар, оказавшийся роковым для корабля.
25 ноября Г. Четверухин присутствовал у начальника морских сил Республики на докладе командира «Полтавы» Дмитрия Павловича Белобородова, который заметно волновался. По его словам, пожар начался во втором часу дня, в первой кочегарке (первом, носовом котельном отделении, три котла которого имели нефтяное отопление) и продолжался 12 (15) часов. Пожар возник вследствие недосмотра вахтенных, чему способствовала недостаточная освещённость трюма котельного отделения — одна свеча на всё помещение, (подача электроэнергии с берега в условиях топливного кризиса была прекращена) и был ликвидирован усилиями прибывших городских пожарных команд и спасательного судна «Руслан». В результате пожара полностью выгорели: три паровых котла, центральный артиллерийский пост, нижняя и верхняя боевые рубки со сложенным в них для долговременного хранения артиллерийским имуществом, коридоры электропроводов, носовая электродинамо (электростанция). Комиссия, расследовавшая обстоятельства пожара, не обнаружила злого умысла, поэтому в отношении командира корабля Белобородова и старшего инженер-механика Лемса ограничились «фитилями» (выговорами), восстановление повреждений, причинённых пожаром, в условиях разрухи в стране было признано невозможным. Последующие решения о восстановлении линкора неоднократно переносились, в связи с финансовыми затруднениями. В результате, корабль был разоружён, а его механизмы, кабели и прочее оборудование были использованы для восстановления и ремонта трех других однотипных линкоров. Постановлением Совета труда и обороны от 2 сентября 1924 года с корабля были сняты остатки артиллерийского вооружения. 7 января 1926 года переименован в «Михаил Фрунзе».

## Попытки восстановления, модернизации и переделки
В начале 1920-х годов рассматривались различные проекты перестройки корабля. Один из проектов предполагал переделку бывшего линкора в авианосец с последующим переводом на Чёрное море. Проектные требования к авианосцу выглядели так: два 76-мм орудия, по десять зенитных и противоминных пушек, четыре «аэрогнезда», четыре подводных торпедных аппарата; бронирование верхней палубы 100-мм, борта — 250-мм плитами; скорость 30 узлов, дальность плавания полным ходом 1800, экономическим — 3800 миль. Предполагалось, что авианосец сможет брать на борт 50 самолетов. Однако проект так и не был реализован.
В июне 1925 года возникло предложение восстановить линкор в прежнем качестве и вновь ввести его в строй. 7 января 1926 года корабль был переименован в «Фрунзе». За полгода работы с участием 356 рабочих Балтийского завода были потрачены все выделенные на восстановление средства, и 26 февраля комиссия во главе с замнаркомвоенмором И. С. Уншлихтом признала невозможным восстановление линкора в течение ближайших двух лет.
5 августа 1927 года было принято решение возобновить восстановление «Фрунзе» с учетом новых требований. Однако выяснилось, что денег на столь масштабный проект не хватает. 25 февраля 1928 года правительство согласилось выделить две трети необходимой суммы, и 11 мая было получено разрешение начать работы. Линкор планировалось восстановить с «малой модернизацией»: вместо прежних 25 котлов корабль получал 12 новых, более мощных, из числа изготовленных для линейных крейсеров типа «Измаил». Однако 17 декабря 1928 года Совет труда и обороны своим решением прекратил восстановительные работы.
31 января 1930 года техническое управление Управления Военно-Морских Сил выступило с предложением о вводе «Фрунзе» в строй в качестве плавучей батареи с прежним вооружением, но с уменьшенным числом старых котлов. Советский флот крайне нуждался в линкорах, поэтому 7 октября 1930 года начальник морских сил Р. А. Муклевич подписал приказ о подготовке предварительных расчетов и технического задания на восстановление линкора «Фрунзе» в трех вариантах:
1. как плавбатареи, вводимой в строй в минимальные сроки и с наименьшими затратами;
2. как плавбатареи с постепенной достройкой (ежегодно зимой) в виде линкора по типу «Марата»;
3. с переделкой в линейный крейсер со скоростью хода 27 уз.

В конце октября 1930 года на совещании высшего командного состава был одобрен второй вариант, однако уже в декабре стало известно, что вследствие резкого сокращения ассигнований работы на «Фрунзе» в 1931 году не смогут быть даже начаты. 12 января 1931 года Муклевич обратился к наркомвоенмору К. Е. Ворошилову с просьбой разрешить использование оборудования линкора «Фрунзе» для других кораблей и в качестве мобилизационного запаса, а корпус сдать на слом. Нарком отказал, и корабль три месяца стоял на приколе. Две его средние башни начали демонтировать для отправки на Дальний Восток, где их в 1934 году стали использовать в системе береговой обороны Владивостока на острове Русском (см. Ворошиловская батарея).
В апреле 1931 года была высказана мысль о переделке линкора в трехбашенный линейный крейсер по проекту Б. Е. Алякрицкого и С. Н. Благовещенского. В процессе обсуждения были предложены ещё три проекта такой переделки. В конечном итоге неизменными остались лишь два требования: сокращение числа башен до трех и увеличение скорости до 27-30 узлов.
После обследования корпуса судна его состояние было признано удовлетворительным, и Балтийский завод получил указание приступить к детальной разработке проекта. Однако техническое задание постоянно менялось, предлагались новые и новые варианты модернизации, в результате чего в августе 1934 года, в связи с началом массового строительства легких кораблей и подводных лодок, вновь поступило предложение исключить линкор из списков на восстановление. К концу года это решение было принято окончательно.
В сентябре 1935 года вновь вернулись к идее восстановления линкора в качестве тихоходной плавучей батареи, но пока шла работа над вариантами проекта уже началось проектирование новых линкоров, в связи с чем 9 июля 1939 года Главный Военный Совет ВМФ окончательно признал восстановление «Фрунзе» нецелесообразным и постановил демонтировать оставшееся оборудование на запасные части для линкоров типа «Марат». Корпус планировалось вывести в море и установить на банке для использования в качестве мишени.

## Последние годы
В 1941 году корпус был сдан в Отдел фондового имущества для разборки на металл, и начало войны застало его в Угольной гавани Ленинградского порта. Носовая оконечность до 15 шпангоута уже была разобрана, на палубе сохранились первая башня (без орудий), носовая боевая рубка, одна дымовая труба. В июне 1941 года было принято решение отбуксировать корпус в Кронштадт для использования в качестве ложной цели для германской авиации. Осенью 1941 года при проводке через Морской канал в результате артобстрела корпус получил несколько пробоин с левого борта и лёг на грунт у бровки канала с креном 15° на правый борт. Вскоре на возвышающейся над водой верхней палубе был оборудован артиллерийский корректировочный пункт (пост), а корпус с высоко выступающим из воды бортом был использован в качестве прикрытия и базы сторожевых катеров, охраняющих подступы к Ленинграду с моря. Работы по подъёму затонувшего корпуса линкора велись с 21 января по 31 мая 1944 года, после чего он был сдан на слом и в 1946 году окончательно разобран.
После войны, при восстановлении и модернизации в Севастополе 30-й батареи, с линкора были взяты две башни с орудиями — там они и находятся по сей день.
Другие две башни линкора в настоящее время находятся в составе «Ворошиловской батареи», которая расположена вблизи Владивостока, на острове Русском — туда они были установлены ещё в 1934 году.

## Командиры
- 15.11.1911 — хх.хх.1916 — капитан 2-го ранга (с 25.03.1912 капитан 1-го ранга) барон Гревениц, Владимир Евгеньевич
- 1916—1917 — капитан 1-го ранга Зарубаев, Сергей Валериянович
- 1917—1918 — Домбровский, Алексей Владимирович
- 191?—19?? — Белобородов, Дмитрий Павлович
- 1928—1929 — Салмин, Евгений Иванович